# Vanské povstání
Vanské povstání byl vojenský odpor arménského obyvatelstva ve městě Van proti genocidě prováděné Osmany v roce 1915.

## Bitva
Od 20. dubna 1915, kdy Arméni povstali proti tureckému veliteli Cevdet Beyovi, bylo město v tureckém obležení. Arméni vedení Aramem Manukianem vytvořili provizorní vládu a obranu. Dvacet poslů bylo vysláno k Rusům s žádostí o prolomení obklíčení. 28. dubna nařídil ruský generál Nikolaj Judenič druhé zabajkalské kozácké brigádě generála Truchina a araratské dobrovolnické brigádě pochod na Van. Město se stalo cílem arménských uprchlíků z celé oblasti a povstalci trpěli nedostatkem munice.
6. května zahájili Rusové ofenzívu proti osmanskému 10. a 11. sboru a páté expediční armádě na severu v údolí Tortum směrem k městu Erzurum. Osmanská 1. expediční armáda a Vanská jezdecká brigáda byly vytlačeny směrem k Vanu. 12. května byla prolomena blokáda města Ardžiš na severu provincie a Cevdet poslal jedno dělo a dvě stě mužů k Bargiri zastavit postup nepřátel, bylo však již pozdě. Večer 14. května bylo turecké obyvatelstvo evakuováno loděmi po jezeře. 16. května 46 střel krylo turecký ústup. Mezitím bylo 6000 arménských civilistů zmasakrováno převážně kurdskými milicemi. Cevdet město opustil v noci z 16. na 17. května.
17. května arménské úřady převzaly plnou kontrolu nad městem. Mezitím 11. května ruská vojska vytlačila Osmany z Manzikertu. 18. května rusko-arménská vojska z Persie dosáhla Vanu. 20. května byla většina středisek provincie v ruských rukou. 23. května Rusové převzali kontrolu nad městem, ale správu venkova nechali na Arménech, jelikož byli zaneprázdnění v dalších bojích proti Osmanům. 24. května Rusové dobyli Beghrikale, 31. května Baškale a Hošap.

## Následky

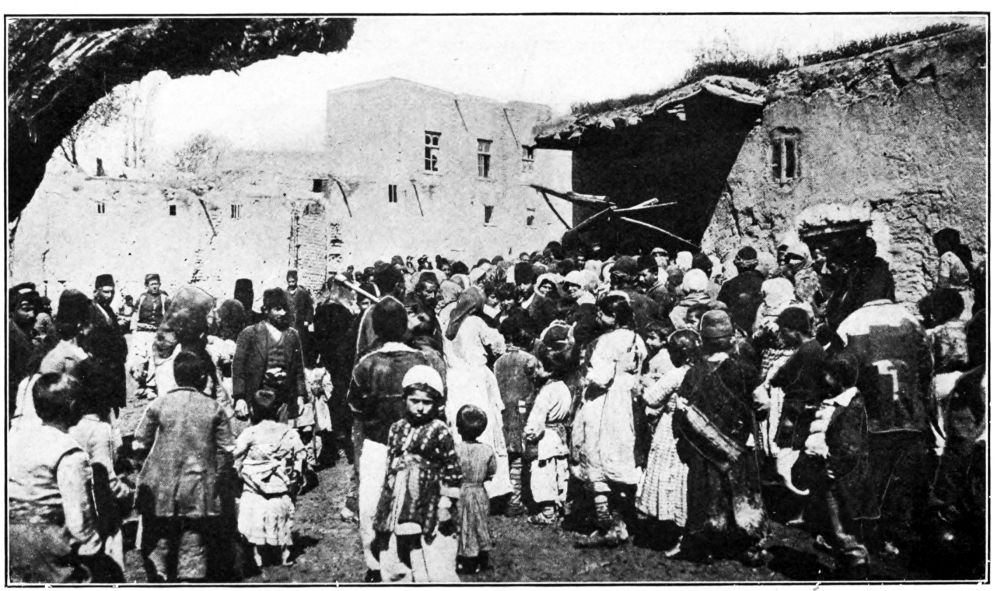
Arménští uprchlíci ve městě

16. července Osmané zastavili postup Rusů v bitvě u Manzikertu. V důsledku toho se Rusové z Vanu stáhli 4. srpna, zanechavše za sebou zoufalé arménské uprchlíky. Zaujali nové pozice v Bargiri, Saraji a Hošapu. Poté, co byli Turci na jiných úsecích fronty poraženi, přenechali město 29. září zpět do rukou Rusů.